# 中尾美樹
中尾 美樹（なかお みき、1978年6月25日 - ）は、長崎県長崎市出身の元水泳選手。2000年シドニー五輪の女子200メートル背泳ぎで銅メダリストになった。戸籍名は佐々木（旧姓：中尾）美樹。

## 履歴
兄弟は姉と弟がおり、弟は2005年に近畿大学水上競技部の主将を務めた。
幼少時から長崎市のジョーヤスイミングクラブ（後にスパジョーヤ）に通っていた。背丈は水泳選手としてはそれほど高くはないものの、実力をつけ、聖マリア学院中学2年の夏、全国ジュニアオリンピック、女子200m個人メドレーで優勝し頭角を現した。1993年には全国中学大会で200m個人メドレー、200m背泳ぎの2冠に輝く。日本ジュニア代表で出場したNSW選手権(オーストラリア)では中学生として200m背泳ぎで日本記録をマークした。
1994年、イトマン本校にスカウトされたこともあり大阪で寮生活をし、近畿大学附属高等学校へ進学。3年次の1996年にはアトランタ五輪に出場、メダル候補に挙げられながら200m背泳ぎ5位、100m背泳ぎ8位に終わる。1997年近畿大学に進学。3年次1999年ユニバーシアード大会で200メートル背泳ぎで2連覇を達成した。4年次シドニー五輪に出場し200メートル背泳ぎでは、決勝レースで同じ日本代表の萩原智子らと競り合い、2分11秒05の記録で3位となり念願の銅メダルを獲得した。
五輪後は本人の意志で引退。現在は近畿大学東大阪キャンパス勤務。寺川綾（現：ミズノ社員）ら後輩のサポートにあたった。
2001年、近畿大学水上競技部コーチに就任。
2007年7月31日放送の日本テレビ『NNN Newsリアルタイム』のスポーツコーナーで新たな挑戦に海を選び、館山サーフクラブのメンバーの活動のドキュメントを紹介した。
2013年11月、近畿大学水上競技部ヘッドコーチに就任。2014年9月、中京大学水泳部ヘッドコーチ佐々木祐一郎との婚姻を発表した。
2015年3月、近畿大学水上競技部ヘッドコーチを退任するとともに、近畿大学を退職。現在は愛知県の豊田市役所に勤務している。